# 오를레앙의 메르세데스

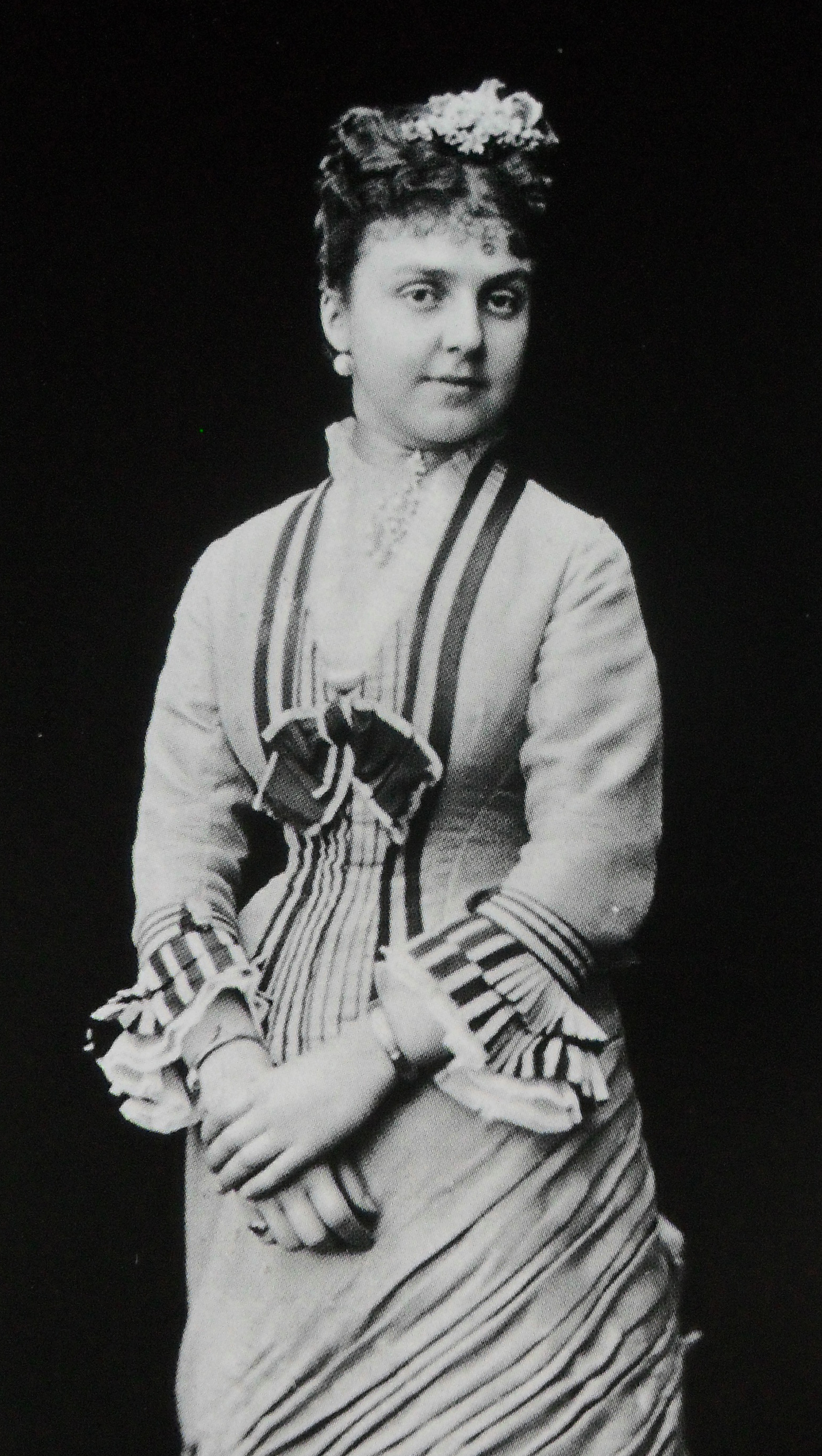
오를레앙의 마리아 라 데스 메르세데스

오를레앙의 마리아 라 데스 메르세데스(María de las Mercedes of Orléans, 1860년 6월 24일 ~ 1878년 6월 26일)는  알폰소 12세의 첫 번째 부인이었다. 그녀는 마드리드에서 몽팡시에 공작 앙투안과 스페인 인판타 루이사 페르난다의 딸로 태어났다.